# Codex Speciálník

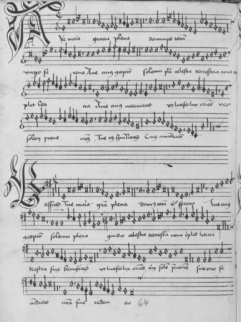
Início da Ave Maria de Josquin Desprez (pág.64)

O Códice Speciálník é um speciálník (cancioneiro especial) do século XV, originário de um mosteiro da região de Praga. A sua mistura ecléctica de música sacra medieval e renascentista a cappella é apenas igualada pelas suas justaposições de compositores e peças bem conhecidas com outras obscuras. Contendo obras para duas, três e quatro vozes, o códice é uma das mais antigas colecções sobreviventes da polifonia da Renascença Checa, tendo se originado em congregações utraquistas protestantes ao redor do ano 1500. O manuscrito encontra-se actualmente no Museu de Hradec Králové, que o adquiriu de um comerciante de antiguidades de Praga, em 1901.